# Die Geburt des tragischen Gedankens
Die Geburt des tragischen Gedankens ist ein Essay von Friedrich Nietzsche, den er im Juni 1870 schrieb und der zu Lebzeiten unveröffentlicht blieb. Dieser Essay gilt neben vier anderen (Das griechische Musikdrama; Sokrates und die griechische Tragödie; Die Dionysische Weltanschauung; Die Tragödie und die Freigeister) als Vorarbeit zu seinem ersten, bedeutenden Werk Die Geburt der Tragödie aus dem Geiste der Musik. In diesem Essay formuliert Nietzsche bereits sein Bild des apollinisch-dionysischen Prinzips, welches nach Nietzsche das kunstbeherrschende Prinzip darstellt.
Das in der Nietzscheforschung übliche Sigel des Buches ist „GTG“.

## Entstehung
Über die Entstehung des Essays ist wenig bekannt. Das Autograph ist betitelt mit „Aus dem Juni des Jahres 1870“. Nachdem Nietzsche infolge einer Krankheit schon bald – im September 1870 – aus dem Krieg nach Basel zurückgekehrt war, entnahm er eine Partie des Aufsatzes Die dionysische Weltanschauung, um sie unter dem Titel Die Geburt des tragischen Gedankens an Cosima Wagner zu ihrem Geburtstag am 25. Dezember 1870 nach Tribschen zu bringen. 

## Inhalt
Das Essay ist in drei Kapitel unterteilt. In dieser essayistischen Vorarbeit erscheint erstmals die Vorstellung der „Geburt“ der Tragödie. Besonders an diesem Werk ist, dass hier die eigentliche Fortentwicklung der Kunst aus der Duplizität des Apollinischen und des Dionysischen klarer und konziser skizziert wird als später in der Geburt der Tragödie. Auch auf die jahreszeitlich organisierte kultische Ordnung von Apollo und Dionysos geht Nietzsche in dieser Vorstufe explizit ein, was in der Geburt der Tragödie nur noch impliziert wird.

### 1. Kapitel
Nietzsche berichtet, dass die antiken Griechen sich als „Doppelquell ihrer Kunst zwei Gottheiten aufgestellt“ haben: Apollo und Dionysos. Sie verkörpern zwei Gegensätze, in denen der Mensch das „Wonnegefühl des Daseins“ erlangt: Traum (Apollo) und Rausch (Dionysos). Die attische Tragödie mit ihren Vertretern Aischylos, Sophokles und Euripides, in der diese beiden Prinzipien zusammen agieren, ist für Nietzsche das erste und bedeutendste Beispiel wahrer Kunst. Nietzsche geht nun darauf ein, warum die Götter diese Prinzipien verkörpern. Apollo war seit je bei den antiken Griechen Sonnen- und Lichtgott sowie der Gott der maßvollen Begrenzung. Weiterhin hat er die Schönheit zum Element. Nietzsche fasst diese Eigenschaften im Begriff „Traum“ zusammen. Dionysos demgegenüber entstammt laut Nietzsche asiatisch-heidnischen Naturvölkern und -kulturen. Er steht für Maßlosigkeit und den Rausch. Während Apollo für die Erhaltung des Individuums steht, so strebt Dionysos nach der Auflösung der Einzelnen in die Masse. Dabei ist es wichtig, dass diese Prinzipien stets zeitgleich auftreten. Nietzsche führt weiter aus, dass Apollo den Dionysos im Kampf zerreißt, um ihn später wieder zusammenzusetzen. Er begreift, dass sie einander brauchen und gleichberechtigt auftreten müssen. Nun geht Nietzsche auf die Musik ein. Musik ist grundsätzlich ein dionysisches Element, wenn es etwas Apollinisches gibt, dann ist es der Rhythmus, weil er eine maßsetzende Einheit ist. Der dionysische Rausch hingegen äußert sich in Harmonien, „Seelen-Tonleitern“ und dem Gesang an sich.

### 2. Kapitel
Dieses Kapitel beginnt Nietzsche mit der Erzählung von Silen, dem Wegbegleiter Dionysos. Dieser fragt ihn, was für den Menschen das Beste sei. Dieser antwortet bei Nietzsche mit den Worten, die auch Aristoteles benutzte: „Wer einmal ein Mensch ist, der kann überhaupt nicht das Allervortrefflichste werden, und er kann gar keinen Antheil haben am Wesen des Besten. Das Allervorzüglichste wäre also für euch samt und sonders, Männer wie Weiber, gar nicht geboren zu werden. Das Nächstbeste jedoch – nachdem ihr geboren worden, möglichst bald zu sterben.“ Nietzsche beschreibt in diesem Kapitel, im Gegenentwurf zu Schiller und Goethe, das Leben der antiken Griechen, als schrecklich. Als Realitätsflucht erschufen sie sich das Theater. Apollo und Dionysos mussten also zusammenarbeiten, um dem Griechen diese Realitätsflucht zu ermöglichen.

### 3. Kapitel
Nun spricht Nietzsche von einem lethargischen Element. Nietzsche verwendet das hervorgehobene Wort „lethargisch“ im alten etymologischen Sinn: Lethe ist in der griechischen Mythologie der Fluss der Unterwelt, den die Toten überqueren und dabei ihr ganzes früheres Dasein vergessen. Vergessenheit ist nicht die Eigenschaft wie Vergesslichkeit, auch nicht das gewöhnliche Vergessen des Vergangenen (wie im Lethe-Mythos), sondern ein Zustand, in dem die dionysisch Erregten ein rauschhaft gesteigertes Dasein empfinden und dabei die Normal-Wirklichkeit hinter sich lassen. Damit erreicht der tragische Gedanke seine volle Entfaltung. Nun stellt Nietzsche zweit griechisch-antike Dramatiker gegenüber: Aischylos und Sophokles. Bei Ersterem stehen die Menschen und die Götter in enger Gemeinsamkeit. Das Gerechte und das Glück sind bei ihm laut Nietzsche meist eins. Sophokles hingegen beharrt auf der menschlichen Undurchdringlichkeit der göttlichen Rechtspflege. Nietzsche findet, dass Sophokles’ Auffassung näher an der „dionysischen Wahrheit“ ist. 

## Unterschiede zur Geburt der Tragödie
Der Großteil dieses Essays gleicht dem früher entstandenen Essay Die Dionysische Weltanschauung. Neu jedoch ist hier der Aspekt der Geburt der Tragödie. Folgende Aspekte und Gedanken änderte Nietzsche in der GT:
In der Geburt der Tragödie skizziert Nietzsche die „Duplicitat“ des Apollinischen und des Dionysischen nur knapp. Im ersten Kapitel der GTG erläutert er seine Gedanken dazu detaillierter. Die polare Konstellation der Begriffe „apollinisch“ und „dionysisch“ ist zwar erst durch die GT zu einem allgemeineren Bildungsgut geworden, aber sowohl die Polarität der Götter Apollon und Dionysos wie diejenige der davon abgeleiteten Adjektive gab es schon in der GTG. Expliziter wird auch die jahreszeitlich kultische Ordnung der Antike. Apollo ist der Gott der Sommermonate, Dionysos jener der Wintermonate. Nietzsche verdeutlicht, dass die Wechselwirkung der beiden Götter sich in der Antike über die Kunst hinaus manifestiert hat. Die GTG klärt außerdem die konzeptionelle Absicht Nietzsches, Apollo auch als Heilgott darzustellen. Dort heißt es: „Vom Standpuncte der apollinischen Welt war das Hellenenthum zu heilen und zu sühnen. Apollo, der rechte Heil- und Sühngott, rettete den Griechen von der hellsehenden Ekstase und dem Ekel am Dasein – durch das Kunstwerk des tragisch-komischen Gedankens“ (KSA 1, 596, 17‒22). Dies verdeutlicht Nietzsche in der getroffenen Dichotomie (GT) zwischen Zerstörung (Dionysos) und Heilung (Apollo).

## Forschungsstand
Zu den essayistischen Vorarbeiten der GT ist der Forschungsstand noch sehr überschaubar. Vorreiterin ist hier Claudia Crawford, die die englische Übersetzung von Die dionysische Weltanschauung erstellt hat. Dieser Essay ist der GTG im Großteil identisch. Der Kommentarband von Jochen Schmidt zur GT liefert ebenfalls Informationen über die GTG.

## Trivia
Nietzsche widmete und schenkte das Essay Richard Wagners Ehefrau Cosima zum Geburtstag. „Abends liest uns Richard im Manuskript, das mir Professor Nietzsche als Geburtstagsgabe dargereicht hat“, notierte Cosima Wagner in ihr Tagebuch am 26. Dezember 1870, „sie ist […] von höchstem Wert; die Tiefe und Großartigkeit der in gedrängtester Kürze gegebenen Anschauungen ist ganz merkwürdig; wir folgen seinem Gedankengang mit größtem und lebhaftestem Interesse. Besondere Freude gewährt es mir, daß Richards Ideen auf diesem Gebiet ausgedehnt werden können“.

## Ausgaben
- Friedrich Nietzsche: Die Geburt des tragischen Gedankens, in: Friedrich Nietzsche Werke I bis V, Hrsg. K .Schlechta, Ullstein Verlag 1977, Band 1.
- Friedrich Nietzsche: Die Geburt des tragischen Gedankens, in: Sämtliche Werke. Kritische Studienausgabe in 15 Einzelbänden, hg. v. Giorgio Colli und Mazzino Montinari, Bd. I, München/Berlin/New York 1988, S. 579–599.
- Friedrich Nietzsche: Die Geburt des tragischen Gedankens, in: Nietzsche Werke, Kritische Gesamtausgabe, 2. Abteilung – 1. Band, hg. von Giorgio Colli und Mazzino Montinari, Berlin 1982.

## Kommentar
Ein eigener Kommentarband zu diesem Essay existiert (noch) nicht. Jedoch wird im GT-Kommentar regelmäßig auf die GTG eingegangen:
Jochen Schmidt, Kommentar zu Nietzsches „Die Geburt der Tragödie“, Berlin 2012.